# Liste der Bürgermeister der Stadt Manaus
Nachfolgend sind alle Superintendenten und Stadtpräfekte (Bürgermeister) der Stadt Manaus in Brasilien seit Einführung des Amtes aufgeführt. Der Amtstitel lautete von 1890 bis 1892 Comissário Executivo, von 1892 bis 1926 Superintendente Municipal, danach Prefeito Municipal. Bis 1962 und zwischen 1965 und 1986 wurden die Bürgermeister vom Gouverneur bestimmt, ansonsten von den Bürgern der Stadt gewählt.
| Nr.       | Bürgermeister von Manaus              | Amtszeit                            |
| --------- | ------------------------------------- | ----------------------------------- |
| 01.       | Joaquim Leovigildo de Souza Coelho    | 1890                                |
| 02.       | José Carlos da Silva Telles           | 1890                                |
| 03.       | Antônio Clemente Ribeiro Bittencourt  | 1891                                |
| 04.       | Leonardo Antônio Malcher              | 1891                                |
| 05.       | Antônio Clemente Ribeiro Bittencourt  | 1891                                |
| 06.       | Raimundo Pinto Brandão                | 1891                                |
| 07.       | Manoel Antônio Grangeiro              | 1892                                |
| 08.       | Manoel Uchôa Rodrigues                | 1893–1895                           |
| 09.       | Raimundo Affonso de Carvalho          | 1895–1896                           |
| 10.       | Justiniano Serpa                      | 1897                                |
| 11.       | Hildebrando Luiz Antony               | 1898                                |
| 12.       | Joaquim de Souza Ramos                | 1899                                |
| 13.       | Arthur Cesar Moreira de Araújo        | 1899–1902                           |
| 14.       | Adolpho Guilherme de Miranda Lisboa   | 1902                                |
| 15.       | João Coelho de Miranda Leão           | 1902                                |
| 16.       | Martinho de Luna Alencar              | 1902–1903                           |
| 17.       | Adolpho Guilherme de Miranda Lisboa   | 1903–1904                           |
| 18.       | João Coelho de Miranda Leão           | 1904                                |
| 19.       | Adolpho Guilherme de Miranda Lisboa   | 1904–1907                           |
| 20.       | José da Costa Monteiro Tapajós        | 1907                                |
| 21.       | Adolpho Delcidio do Amaral            | 1907–1908                           |
| 22.       | Domingos José de Andrade              | 1908–1909                           |
| 23.       | Agnello Bittencourt                   | 1909–1910                           |
| 24.       | Adrião Ribeiro Nepomuceno             | 1910                                |
| 25.       | Carlos Studart                        | 1910                                |
| 26.       | Adrião Ribeiro Nepomuceno             | 1910–1911                           |
| 27.       | Jorge de Moraes                       | 10. Januar 1911–31. Dezember 1913   |
| 28.       | Henrique Ferreira Penna de Azevedo    | 5. Januar 1914–18. Januar 1914      |
| 29.       | Dorval Pires Porto                    | 8. April 1914–31. Dezember 1916     |
| 30.       | Antônio Ayres de Almeida Freitas      | 1. Januar 1917–31. Dezember 1919    |
| 31.       | Basílio Torreão Franco de Sá          | 1. Januar 1920–31. Dezember 1922    |
| 32.       | Vivaldo Palma Lima                    | 1923                                |
| 33.       | Edgard de Rezende do Rego Monteiro    | 1923–1924                           |
| 34.       | Francisco das Chagas Aguiar           | 1924                                |
| 35.       | José Francisco de Araújo Lima         | 1924                                |
| 36.       | Gentil Augusto Bittencourt            | 1924–1925                           |
| 37.       | Hugo Carneiro                         | 1925                                |
| 38.       | José Francisco de Araújo Lima         | 1926–1929                           |
| 39.       | Sérgio Rodrigues Pessoa               | 1929                                |
| 40.       | Joaquim Tanajura                      | 1930                                |
| 41.       | Marciano Armond                       | 1930–1931                           |
| 42.       | Emanuel de Moraes                     | 1931–1932                           |
| 43.       | Luiz Caetano de Oliveira Cabral       | 1932                                |
| 44.       | Alexandre de Carvalho Leal            | 1933                                |
| 45.       | Sócrates Bomfim                       | 1933–1934                           |
| 46.       | Pedro Severiano Nunes                 | 1934–1935                           |
| 47.       | Alfredo de Lima Castro                | 1935                                |
| 48.       | Jessé de Moura Pinto                  | 1936                                |
| 49.       | Antônio Botelho Maia                  | 1936–1941                           |
| 50.       | Adhmar de Andrade Thury               | 1941                                |
| 51.       | Paulo de la Cruce de Grana Marinho    | 1942                                |
| 52.       | Antóvila Mourão Vieira                | 1942–1944                           |
| 53.       | Francisco do Couto Vale               | 1945                                |
| 54.       | Jayme Bitancourt de Araújo            | 1945–1946                           |
| 55.       | Arnoldo Carpinteiro Péres             | 1946                                |
| 56.       | Raymundo Chaves Ribeiro               | 1947–1951                           |
| 57.       | Walter Scott da Silva Rayol           | 1951                                |
| 58.       | Edson Epaminondas de Mello            | 1951                                |
| 59.       | Álvaro Symphronio Bandeira de Mello   | 1952                                |
| 60.       | Jessé de Moura Pinto                  | 1952                                |
| 61.       | Oscar da Costa Rayol                  | 1952–1953                           |
| 62.       | Aluízio Marques Brasil                | 1953–1955                           |
| 63.       | Raymundo Coqueiro Mendes              | 1955                                |
| 64.       | Walter Scott da Silva Rayol           | 1955                                |
| 65.       | Stenio Neves                          | 1955–1956                           |
| 66.       | Gilberto Mestrinho de Medeiros Raposo | 1956–1958                           |
| 67.       | Eurythis Pinto de Souza               | 1958                                |
| 68.       | Ismael Benigno                        | 1958–1959                           |
| 69.       | Eurythis Pinto de Souza               | 1959                                |
| 70.       | Lóris Valdetaro Cordovil              | 1959                                |
| 71.       | Walter Scott da Silva Rayol           | 1959                                |
| 72.       | Olavo das Neves de Oliveira Melo      | 1959–1960                           |
| 73.       | Plínio Ramos Coêlho                   | 1960                                |
| 74.       | Walter Scott da Silva Rayol           | 1960–1961                           |
| 75.       | Lóris Valdetaro Cordovil              | 1961–22. Februar 1962               |
| 76.       | Josué Cláudio de Souza                | 23. Februar 1962–14. Oktober 1964   |
| 77.       | João Zany dos Reis                    | 14. Oktober 1964–1964               |
| 78.       | Xenofonte Antony                      | 1964–23. März 1965                  |
| 79.       | Vinicius Monte Conrado Gomes          | 23. März 1965–24. November 1965     |
| 80.       | Paulo Pinto Nery                      | 24. November 1965–23. November 1972 |
| 81.       | Frank Abrahim Lima                    | 23. November 1972–15. April 1975    |
| 82.       | Jorge Teixeira de Oliveira            | 15. April 1975–15. April 1979       |
| 83.       | José de Oliveira Fernandes            | 15. April 1979–15. März 1982        |
| 84.       | João de Mendonça Furtado              | 15. März 1982–15. März 1983         |
| 85.       | Amazonino Armando Mendes              | 25. März 1983–1. Januar 1986        |
| 86.       | Manoel Henriques Ribeiro              | 1. Januar 1986–6. Juli 1988         |
| 87.       | Alfredo Pereira do Nascimento         | 6. Juli 1988–5. Dezember 1988       |
| 88.       | Manoel Henriques Ribeiro              | 5. Dezember 1988–1. Januar 1989     |
| 89.       | Arthur Virgílio do Carmo Ribeiro Neto | 1. Januar 1989–1. Januar 1993       |
| 90.       | Amazonino Armando Mendes              | 1. Januar 1993–1994                 |
| 91.       | Carlos Eduardo de Souza Braga         | 1994–1. Januar 1997                 |
| 92.       | Alfredo Pereira do Nascimento         | 1. Januar 1997–12. März 2004        |
| 93.       | Luiz Alberto Carijó                   | 12. März 2004–1. Januar 2005        |
| 94.       | Serafim Fernandes Corrêa              | 1. Januar 2005–2009                 |
| 95.       | Amazonino Armando Mendes              | 1. Januar 2009–2012                 |
| 96.       | Arthur Virgílio Neto                  | 1. Januar 2013–2016                 |
| 97.       | Arthur Virgílio Neto                  | 1. Januar 2017–1. Januar 2021       |
| 98. (73.) | David Almeida                         | 1. Januar 2021–amtierend            |